# Houègbo
Houègbo est l'un des dix arrondissements de la commune de Toffo dans le département de l'Atlantique au Bénin,.

## Géographie

### Localisation
Houègbo est situé au Sud-Ouest de la commune de Toffo. Il est limité au Nord par Agué, au Sud par la commune d'Allada, à l'Est par Sè et l'Ouest par la commune de Lalo.

### Administration
Sur les 76 villages et quartiers de ville que compte la commune de Toffo, l'arrondissement de Houègbo groupe 05 villages que sont: 
1. Akpè
2. Houègbo Tohomè
3. Houègbo-Gare
4. Houénoussou
5. Yénawa

## Histoire
L'arrondissement de Houègbo est une subdivision administrative béninoise. Dans le cadre de la décentralisation au Bénin, Il devient officiellement un arrondissement de la commune de Toffo le 27 mai 2013 après la délibération et adoption par l'Assemblée nationale du Bénin en sa séance du 15 février 2013 de la loi N° 2013-O5 du 15/02/2013 portant création, organisation, attributions et fonctionnement des unités administratives locales en République du Bénin

## Population et société

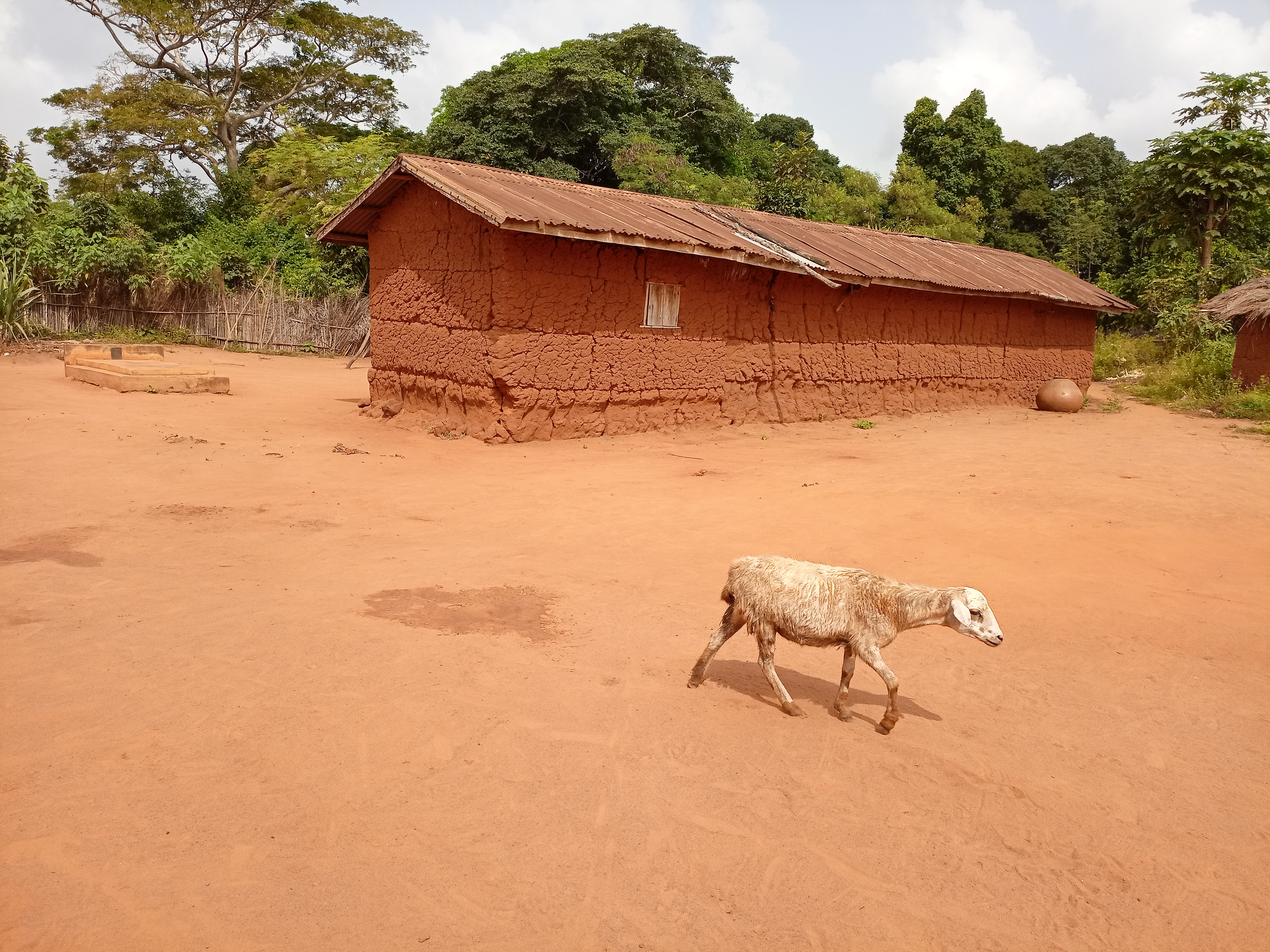
Habitation à Houègbo.

La population de Houègbo opte pour le développement de sa localité tout en valorisation des déchets ménagers. Située dans le Sud du Bénin le peuple de Houègbo s'introduit dans le christianisme bien que certains soient toujours dans le culte des ancêtres. Des  clans comme Dassivihonto  (aja) marque  la localité par leur activité culturelle et leur place publique. 

## Démographie
Selon le recensement de la population de 2013 conduit par l'Institut national de la statistique et de l'analyse économique (INSAE), Houègbo compte 2110 ménages avec 9 829 habitants,.
| Indicateur           | 2013 |
| -------------------- | ---- |
| Nombre de ménages    | 2110 |
| Population masculine | 4794 |
| Population féminine  | 5035 |
| Population totale    | 9829 |

La population est composée de plusieurs ethnies dont les Aizo, Fon sont majoritaires,.

## Économie
La population pour ses sources de revenus, mène des activités agricoles, l'élevage, la chasse, l'artisanat, l'exploitation de bois de feu, la transformation et commercialisation des produits. Le secteur agricole procure plusieurs denrées comme le maïs, tomate, manioc, niébé, sorgho et la banane. Il y a également la culture de l'ananas et du palmier à huile.